# Abia de las Torres
Abia de las Torres è un comune spagnolo situato nella comunità autonoma di Castiglia e León.